# Superactinide
Superactinide este o grupă a sistemului periodic, care conține elementele nedescoperite cu numărul atomic cuprins între 121 și 153, ce sunt cuprinse între grupele 5g și 6f. 
Teoria existenței acestei grupe de elemente a fost susținută de Glenn T. Seaborg, câștigătorul premiului Nobel pentru chimie în anul 1951.